# Voivodia de Parnawa
A voivodia de Parnawa (polonês: Województwo parnawskie) foi uma unidade de divisão administrativa e governo local no Ducado da Livônia, parte da República das Duas Nações, desde que ela foi formada em 1598 até a conquista da Livônia pela Suécia na década de 1620.

## Governo municipal
Sede do governo da voivodia (wojewoda):
- Parnawa

Sede do Conselho regional (sejmik poselski i deputacki):
- Wenden

## Voivodas
- Piotr Tryzna (1628-1633)
- Konstanty Połubiński (1633-1640)
- Ernest Magnus Denhoff (1640-1642)
- Jan Zawadzki (1642-1645)
- Jerzy Littawor Chreptowicz (1645-1646)
- Henryk Denhoff (1646-1659).